# Фань Сяньжун
Фань Сяньжун (кит. 范先荣, род. 24 марта 1963, Чунцин, КНР) — китайский дипломат. Чрезвычайный и Полномочный Посол КНР на Украине (2020—2024).

## Биография
Родился 24 марта 1963 года в городе Чунцин, в юго-восточной части Китая. В средней школе приступил к изучению русского языка, после её окончания поступил в Пекинский институт иностранных языков и стал филологом русского языка. После института, выдержав серьёзную конкуренцию при отборе, начал работу в Министерстве иностранных дел КНР.
В 1992 году был в составе передовой группы китайских дипломатов, которые прибыли в Киев открывать Посольство Китайской Народной Республики на Украине.
В 2001—2004 годах работал в Москве советником посольства по российско-китайским отношениям. Затем служил Генеральным консулом КНР в Хабаровске (2004—2008); Советником Министерства иностранных дел КНР (2008—2010); Чрезвычайным и Полномочным Послом КНР в Таджикистане (2010—2015). Был руководителем службы внешних связей Нинся-Хуэйского автономного района (национальное меньшинство «китайских мусульман» дунган) (2015—2017); Полномочным министром Посольства КНР в России (2017—2020).
В феврале 2020 года — назначен Чрезвычайным и Полномочным Послом Китайской Народной Республики на Украине.
10 марта 2020 года вручил копии верительных грамот Заместителю министра иностранных дел Украины Василию Боднарю.
24 марта 2020 года вручил верительные грамоты Президенту Украины Владимиру Зеленскому.